# Papallona reina de Sardenya
La papallona reina de Sardenya (Papilio hospiton) és una espècie de lepidòpter papilionoïdeu de la família dels papiliònids (Papilionidae), una de les més grosses d'Europa.

## Descripció
Fa una envergadura alar de 6-7 cm. El cos és de color groc amb la part superior negra. Les ales anteriors són de color negre amb algunes petites taques grogues al marge. Té un reguitzell de grans taques grogues al centre de l'ala. A la zona fosca a prop del cos hi ha escampades escates grogues. La part inferior és igual que la superior, amb l'única diferència que les taques grogues són més amples. Les ales posteriors són de color groc i tenen com una mena de cua curta de color negre. La vora és una mica rugosa. Hi ha una gran àrea fosca amb algunes taques blaves. A la part posterior hi ha un ull vermell i una sèrie de petits punts grocs. A més, també hi ha una petita zona fosca al voltant del cos. La part inferior és de color groc amb vetes negres. No hi ha cap zona fosca, però la que hi ha a la part superior es transparenta a través de l'ala. Les taques blaves i grogues, i els ulls vermells també hi són. No presenta dimorfisme sexual.

## Reproducció
L'ou és esfèric, de color groc llimona en el moment de la posta, tot i que esdevindrà tacat de color taronja marronós més tard.

## Alimentació
Les erugues mengen canyaferla (Ferula communis), Ruta corsica i Peucedanum paniculatum, i els adults es nodreixen del nèctar de les flors de diferents plantes (Knautia, Scabiosa, Carduus, etc.).

## Hàbitat
Viu entre 400 i 1.500 m d'altitud.

## Distribució geogràfica
Es troba a Europa: Còrsega i Sardenya.

## Costums
El seu període de vol és del maig al juliol.

## Estat de conservació
Les seues principals amenaces són la destrucció de l'hàbitat, els incendis, la captura amb finalitats comercials i la desaparició de les plantes de què es nodreix.